# Polná
Polná é uma cidade checa localizada na região de Vysočina, distrito de Jihlava.